# Kurzbahnweltmeisterschaften 2014
| Kurzbahnweltmeisterschaften 2014 | Kurzbahnweltmeisterschaften 2014 |
| -------------------------------- | -------------------------------- |
| Veranstaltungsort                | Doha                             |
| Teilnehmende Nationen            | 172                              |
| Teilnehmende Athleten            | über 950                         |
| Entscheidungen                   | 46                               |
| Eröffnung                        | 3. Dezember 2014                 |
| Abschluss                        | 7. Dezember 2014                 |

| Medaillenspiegel | Medaillenspiegel       | Medaillenspiegel | Medaillenspiegel | Medaillenspiegel | Medaillenspiegel |
| Platz            | Land                   | G                | S                | B                | Gesamt           |
| ---------------- | ---------------------- | ---------------- | ---------------- | ---------------- | ---------------- |
| 1                | Brasilien              | 7                | 1                | 2                | 10               |
| 2                | Ungarn                 | 6                | 3                | 2                | 11               |
| 3                | Niederlande            | 5                | 1                | 6                | 12               |
| 4                | Südafrika              | 4                | 1                | –                | 5                |
| 5                | Spanien                | 4                | –                | –                | 4                |
| 6                | Japan                  | 3                | 3                | 4                | 10               |
| 7                | Frankreich             | 3                | 2                | 3                | 8                |
| 8                | Schweden               | 3                | 1                | –                | 4                |
| 9                | Vereinigte Staaten     | 2                | 9                | 6                | 17               |
| 10               | Dänemark               | 2                | 1                | 3                | 6                |
| 11               | Australien             | 1                | 5                | 4                | 10               |
| 12               | Russland               | 1                | 4                | 4                | 9                |
| 13               | Italien                | 1                | 2                | 3                | 6                |
| 14               | Deutschland            | 1                | 1                | 2                | 4                |
| 15               | Polen                  | 1                | 1                | 1                | 3                |
| 16               | Jamaika                | 1                | 1                | –                | 2                |
|                  | Litauen                | 1                | 1                | –                | 2                |
| 18               | Vereinigtes Königreich | –                | 7                | 1                | 8                |
| 19               | Volksrepublik China    | –                | 2                | 1                | 3                |
| 20               | Tunesien               | –                | 1                | –                | 1                |
| 21               | Ukraine                | –                | –                | 2                | 2                |
| 22               | Kanada                 | –                | –                | 1                | 1                |
|                  | Serbien                | –                | –                | 1                | 1                |

Die Kurzbahnweltmeisterschaften 2014 im Schwimmen fanden vom 3. bis 7. Dezember 2014 in Doha (Katar) statt und wurden vom internationalen Schwimmverband FINA veranstaltet. Es handelte sich dabei um die 12. Austragung von Kurzbahnweltmeisterschaften. Die Wettbewerbe fanden im Hamad Aquatic Centre statt, das Teil des Sportkomplexes Aspire Zone ist.
Ursprünglich waren die Titelkämpfe an Catania auf der italienischen Insel Sizilien vergeben worden. Der Ausrichter musste den Wettbewerb jedoch aus finanziellen Gründen zurückgeben, sodass 2012 Doha als neuer Austragungsort festgelegt wurde.
Erfolgreichste Schwimmer der Titelkämpfe waren Katinka Hosszú und Chad le Clos. Hosszú gewann mit acht Einzelmedaillen mehr Edelmetall als je eine Schwimmerin zuvor bei Kurzbahnweltmeisterschaften – den vorigen Rekordwert von sechs Podiumsplatzierungen hatten sich Susie O’Neill, Josefin Lillhage, Lisbeth Trickett und Brooke Hanson geteilt. Ryan Lochte hatte bei den Wettbewerben 2012 in Istanbul ebenfalls acht Medaillen gewonnen und damit einen Rekord aufgestellt, allerdings erreichte er mehrere davon in Staffelrennen. Le Clos gewann vier Einzeltitel und schaffte es als erster Schwimmer, alle Schmetterlingstitel bei einer Austragung von Kurzbahnweltmeisterschaften zu gewinnen. Erfolgreichste Nation im Medaillenspiegel war Brasilien mit 7 Mal Gold vor Ungarn und den Niederlanden mit 6 bzw. 5 Titeln. Die meisten Medaillen sammelte das Team der USA mit 17 Mal Edelmetall. Insgesamt wurden in den 46 Wettbewerben 23 Weltrekorde (14 in Einzel- und 9 in Staffelrennen) und 24 Weltmeisterschaftsrekorde geschwommen. Damit wurde die Bestmarke von 18 Weltrekorden bei den Kurzbahnweltmeisterschaften 2008 in Manchester deutlich überboten.

## Zeichenerklärung
- WR – Weltrekord
- CR – Weltmeisterschaftsrekord (Championship Record)

## Ergebnisse Männer

### Freistil

#### 50 m Freistil
Finale am 5. Dezember 2014
| Platz | Land               | Athlet           | Zeit     |
| ----- | ------------------ | ---------------- | -------- |
| 1     | Frankreich         | Florent Manaudou | 20,26 WR |
| 2     | Italien            | Marco Orsi       | 20,69    |
| 3     | Brasilien          | César Cielo      | 20,88    |
| 4     | Russland           | Wladimir Morosow | 20,89    |
| 5     | Vereinigte Staaten | Josh Schneider   | 20,97    |
| 6     | Australien         | Cameron McEvoy   | 21,15    |
| 7     | Ukraine            | Andrij Howorow   | 21,21    |
| 8     | Frankreich         | Clément Mignon   | 21,35    |

- Alexandre Haldemann belegte mit 21,93 im Vorlauf Rang 29.
- Julien Henx belegte mit 22,16 im Vorlauf Rang 42.

#### 100 m Freistil
Finale am 7. Dezember 2014
| Platz | Land       | Athlet            | Zeit  |
| ----- | ---------- | ----------------- | ----- |
| 1     | Brasilien  | César Cielo       | 45,75 |
| 2     | Frankreich | Florent Manaudou  | 45,81 |
| 3     | Russland   | Danila Isotow     | 46,09 |
| 4     | Australien | Tommaso D’Orsogna | 46,13 |
| 5     | Australien | Cameron McEvoy    | 46,66 |
| 6     | Belgien    | Pieter Timmers    | 46,90 |
| 7     | Brasilien  | João de Lucca     | 47,05 |
| 8     | Japan      | Shinri Shioura    | 47,38 |

- Alexandre Haldemann belegte mit 47,91 im Vorlauf Rang 18.
- Marco di Carli belegte mit 48,42 im Vorlauf Rang 31.
- Julien Henx belegte mit 49,28 im Vorlauf Rang 40.
- Steffen Deibler ging trotz Meldung nicht an den Start.

#### 200 m Freistil
Finale am 3. Dezember 2014
| Platz | Land               | Athlet              | Zeit    |
| ----- | ------------------ | ------------------- | ------- |
| 1     | Südafrika          | Chad le Clos        | 1:41,45 |
| 2     | Russland           | Danila Isotow       | 1:41,67 |
| 3     | Vereinigte Staaten | Ryan Lochte         | 1:42,09 |
| 4     | Ungarn             | Dominik Kozma       | 1:42,25 |
| 5     | Ungarn             | Péter Bernek        | 1:42,44 |
| 6     | Serbien            | Velimir Stjepanović | 1:42,48 |
| 7     | Australien         | Daniel Smith        | 1:42,81 |
| 8     | Venezuela          | Cristian Quintero   | 1:43,45 |

- Clemens Rapp belegte mit 1:44,22 im Vorlauf Rang 20.
- Alexandre Haldemann belegte mit 1:45,25 im Vorlauf Rang 27.
- David Brandl belegte mit 1:45,76 im Vorlauf Rang 28.
- Felix Auböck belegte mit 1:46,29 im Vorlauf Rang 30.
- Jérémy Desplanches belegte mit 1:47,03 im Vorlauf Rang 34.
- Julien Henx belegte mit 1:49,07 im Vorlauf Rang 52.

#### 400 m Freistil
Finale am 5. Dezember 2014
| Platz | Land                   | Athlet              | Zeit       |
| ----- | ---------------------- | ------------------- | ---------- |
| 1     | Ungarn                 | Péter Bernek        | 3:34,32 CR |
| 2     | Vereinigtes Königreich | James Guy           | 3:36,35    |
| 3     | Serbien                | Velimir Stjepanović | 3:38,17    |
| 4     | Tunesien               | Oussama Mellouli    | 3:39,05    |
| 5     | Australien             | Jordan Harrison     | 3:39,11    |
| 6     | Kanada                 | Ryan Cochrane       | 3:39,29    |
| 7     | Dänemark               | Mads Glæsner        | 3:39,55    |
| 8     | Australien             | Daniel Smith        | 3:39,63    |

- Clemens Rapp belegte mit 3:41,90 im Vorlauf Rang 13.
- Florian Vogel belegte mit 3:42,76 im Vorlauf Rang 19.
- David Brandl belegte mit 3:44,07 im Vorlauf Rang 23.
- Felix Auböck belegte mit 3:44,93 im Vorlauf Rang 27.

#### 1500 m Freistil
Finale am 7. Dezember 2014
| Platz | Land               | Athlet               | Zeit        |
| ----- | ------------------ | -------------------- | ----------- |
| 1     | Italien            | Gregorio Paltrinieri | 14:16,10 CR |
| 2     | Tunesien           | Oussama Mellouli     | 14:18,79    |
| 3     | Kanada             | Ryan Cochrane        | 14:23,35    |
| 4     | Färöer             | Pál Joensen          | 14:26,54    |
| 5     | Italien            | Gabriele Detti       | 14:29,94    |
| 6     | Australien         | Jordan Harrison      | 14:33,10    |
| 7     | Vereinigte Staaten | Michael McBroom      | 14:34,31    |
| 8     | Slowakei           | Richard Nagy         | 14:35,50    |
| …     |                    |                      |             |
| 17    | Deutschland        | Florian Vogel        | 14:49,68    |
| 23    | Deutschland        | Sören Meißner        | 14:54,82    |
| 30    | Österreich         | Felix Auböck         | 15:10,25    |
| 31    | Liechtenstein      | Christoph Meier      | 15:11,38    |

Der Wettbewerb fand nicht in Vor- und Finalläufen statt, sondern die Teilnehmer wurden nach ihren Meldezeiten auf einen „schnellen“ und fünf „langsamere“ Läufe aufgeteilt. Auf Grundlage der Resultate aller sechs Läufe wurde die Endreihenfolge ermittelt.

### Schmetterling

#### 50 m Schmetterling
Finale am 6. Dezember 2014
| Platz | Land               | Athlet               | Zeit     |
| ----- | ------------------ | -------------------- | -------- |
| 1     | Südafrika          | Chad le Clos         | 21,95 CR |
| 2     | Brasilien          | Nicholas Santos      | 22,08    |
| 3     | Ukraine            | Andrij Howorow       | 22,49    |
| 4     | Russland           | Alexander Popkow     | 22,53    |
| 5     | Vereinigte Staaten | Tom Shields          | 22,57    |
| 6     | Belarus            | Jauhen Zurkin        | 22,63    |
| 7     | Frankreich         | Mehdy Metella        | 22,68    |
| 8     | Belgien            | François Heersbrandt | 22,69    |

- Alexandre Haldemann belegte mit 23,26 im Vorlauf Rang 22.
- Alexander Kunert belegte mit 23,76 im Vorlauf Rang 39.
- Julien Henx belegte mit 24,55 im Vorlauf Rang 58.

#### 100 m Schmetterling
Finale am 4. Dezember 2014
| Platz | Land               | Athlet               | Zeit     |
| ----- | ------------------ | -------------------- | -------- |
| 1     | Südafrika          | Chad le Clos         | 48,44 WR |
| 2     | Vereinigte Staaten | Tom Shields          | 48,99    |
| 3     | Australien         | Tommaso D’Orsogna    | 49,60    |
| 4     | Russland           | Jewgeni Korotyschkin | 49,88    |
| 5     | Japan              | Kosuke Hagino        | 49,91    |
| 6     | Belarus            | Jauhen Zurkin        | 49,99    |
| 7     | Vereinigte Staaten | Ryan Lochte          | 50,23    |
| 8     | Brasilien          | Marcos Macedo        | 50,47    |

- Steffen Deibler belegte mit 50,41 im Halbfinale Rang 11.
- Alexandre Haldemann belegte mit 52,00 im Vorlauf Rang 30.
- Markus Gierke belegte mit 52,69 im Vorlauf Rang 39.

#### 200 m Schmetterling
Finale am 7. Dezember 2014
| Platz | Land               | Athlet                | Zeit       |
| ----- | ------------------ | --------------------- | ---------- |
| 1     | Südafrika          | Chad le Clos          | 1:48,61 CR |
| 2     | Japan              | Daiya Seto            | 1:48,92    |
| 3     | Polen              | Paweł Korzeniowski    | 1:50,21    |
| 4     | Vereinigte Staaten | Tom Shields           | 1:50,68    |
| 5     | Dänemark           | Viktor Bregner Bromer | 1:52,13    |
| 6     | Russland           | Alexander Kudaschew   | 1:52,17    |
| 7     | Russland           | Nikolai Skworzow      | 1:52,52    |
| 8     | Australien         | Grant Irvine          | 1:52,69    |

- Markus Gierke belegte mit 1:53,72 im Vorlauf Rang 14.
- Alexander Kunert belegte mit 1:54,92 im Vorlauf Rang 23.

### Rücken

#### 50 m Rücken
Finale am 6. Dezember 2014
| Platz | Land                   | Athlet               | Zeit     |
| ----- | ---------------------- | -------------------- | -------- |
| 1     | Frankreich             | Florent Manaudou     | 22,22 WR |
| 2     | Vereinigte Staaten     | Eugene Godsoe        | 23,05    |
| 3     | Russland               | Stanislaw Donez      | 23,10    |
| 4     | Venezuela              | Albert Subirats      | 23,16    |
| 5     | Australien             | Mitch Larkin         | 23,18    |
| 6     | Vereinigte Staaten     | Matt Grevers         | 23,32    |
| 7     | Vereinigtes Königreich | Chris Walker-Hebborn | 23,33    |
| 8     | Norwegen               | Lavrans Solli        | 23,48    |

- Christian Diener belegte mit 23,51 im Halbfinale Rang 13.
- Lukas Räuftlin belegte mit 24,84 im Vorlauf Rang 38.

#### 100 m Rücken
Finale am 4. Dezember 2014
| Platz | Land               | Athlet             | Zeit  |
| ----- | ------------------ | ------------------ | ----- |
| 1     | Australien         | Mitch Larkin       | 49,57 |
| 2     | Polen              | Radosław Kawęcki   | 50,11 |
| 3     | Japan              | Ryōsuke Irie       | 50,12 |
|       | Vereinigte Staaten | Matt Grevers       | 50,12 |
| 5     | Deutschland        | Christian Diener   | 50,21 |
|       | Brasilien          | Guilherme Guido    | 50,21 |
| 7     | Vereinigte Staaten | Eugene Godsoe      | 50,40 |
| 8     | Frankreich         | Benjamin Stasiulis | 50,86 |

- Lukas Räuftlin belegte mit 53,08 im Vorlauf Rang 31.
- Raphaël Stacchiotti belegte mit 53,79 im Vorlauf Rang 37.

#### 200 m Rücken
Finale am 7. Dezember 2014
| Platz | Land               | Athlet                    | Zeit    |
| ----- | ------------------ | ------------------------- | ------- |
| 1     | Polen              | Radosław Kawęcki          | 1:47,38 |
| 2     | Vereinigte Staaten | Ryan Lochte               | 1:48,20 |
| 3     | Australien         | Mitch Larkin              | 1:48,35 |
| 4     | Japan              | Ryōsuke Irie              | 1:48,77 |
| 5     | Vereinigte Staaten | Tyler Clary               | 1:49,87 |
| 6     | Kolumbien          | Ómar Andrés Pinzón García | 1:50,88 |
| 7     | Japan              | Yuki Shirai               | 1:51,67 |
| 8     | Israel             | David Gamburg             | 1:52,24 |

- Christian Diener belegte mit 1:51,89 im Vorlauf Rang 11.
- Lukas Räuftlin belegte mit 1:53,68 im Vorlauf Rang 15.
- Jérémy Desplanches belegte mit 1:58,54 im Vorlauf Rang 28.

### Brust

#### 50 m Brust
Finale am 7. Dezember 2014
| Platz | Land                   | Athlet                | Zeit     |
| ----- | ---------------------- | --------------------- | -------- |
| 1     | Brasilien              | Felipe França Silva   | 25,63 CR |
| 2     | Vereinigtes Königreich | Adam Peaty            | 25,87    |
|       | Südafrika              | Cameron van der Burgh | 25,87    |
| 4     | Slowenien              | Damir Dugonjič        | 26,03    |
| 5     | Italien                | Fabio Scozzoli        | 26,15    |
| 6     | Frankreich             | Giacomo Perez-Dortona | 26,18    |
| 7     | Russland               | Kirill Prigoda        | 26,23    |
| 8     | Brasilien              | João Gomes Júnior     | 26,39    |

- Laurent Carnol belegte mit 27,66 im Vorlauf Rang 35.
- Raphaël Stacchiotti belegte mit 27,76 im Vorlauf Rang 40.
- Christoph Meier belegte mit 29,32 im Vorlauf Rang 60.
- Martin Schweizer ging trotz Meldung nicht an den Start.

#### 100 m Brust
Finale am 4. Dezember 2014
| Platz | Land                   | Athlet                | Zeit     |
| ----- | ---------------------- | --------------------- | -------- |
| 1     | Brasilien              | Felipe França Silva   | 56,29 CR |
| 2     | Vereinigtes Königreich | Adam Peaty            | 56,35    |
| 3     | Frankreich             | Giacomo Perez-Dortona | 56,78    |
| 4     | Südafrika              | Cameron van der Burgh | 56,80    |
| 5     | Japan                  | Yasuhiro Koseki       | 57,06    |
|       | Slowenien              | Damir Dugonjič        | 57,06    |
| 7     | Russland               | Kirill Prigoda        | 57,19    |
| 8     | Vereinigte Staaten     | Cody Miller           | 57,39    |

- Marco Koch belegte mit 57,47 im Halbfinale Rang 10.
- Martin Schweizer belegte mit 59,24 im Vorlauf Rang 28.
- Laurent Carnol belegte mit 59,83 im Vorlauf Rang 37.
- Jakub Maly belegte mit 1:00,01 im Vorlauf Rang 42.
- Christoph Meier belegte mit 1:01,20 im Vorlauf Rang 51.

#### 200 m Brust
Finale am 5. Dezember 2014
| Platz | Land        | Athlet              | Zeit    |
| ----- | ----------- | ------------------- | ------- |
| 1     | Ungarn      | Dániel Gyurta       | 2:01,49 |
| 2     | Deutschland | Marco Koch          | 2:01,91 |
| 3     | Russland    | Kirill Prigoda      | 2:02,38 |
| 4     | Japan       | Yasuhiro Koseki     | 2:02,45 |
| 5     | Slowakei    | Tomáš Klobučník     | 2:04,29 |
| 6     | Japan       | Yuta Oshikiri       | 2:05,09 |
| 7     | Brasilien   | Felipe França Silva | 2:06,74 |
| –     | Russland    | Oleg Kostin         | DSQ     |

- Laurent Carnol belegte mit 2:08,22 im Vorlauf Rang 18.
- Christoph Meier belegte mit 2:12,17 im Vorlauf Rang 29.

### Lagen

#### 100 m Lagen
Finale am 7. Dezember 2014
| Platz | Land               | Athlet             | Zeit     |
| ----- | ------------------ | ------------------ | -------- |
| 1     | Deutschland        | Markus Deibler     | 50,66 WR |
| 2     | Russland           | Wladimir Morosow   | 50,81    |
| 3     | Vereinigte Staaten | Ryan Lochte        | 51,24    |
| 4     | Japan              | Kosuke Hagino      | 51,30    |
| 5     | Russland           | Sergei Fessikow    | 51,35    |
| 6     | Brasilien          | Henrique Rodrigues | 52,20    |
| 7     | Japan              | Takurō Fujii       | 52,26    |
| 8     | Polen              | Marcin Cieślak     | 52,27    |

- Jérémy Desplanches belegte mit 53,74 im Vorlauf Rang 19.
- Raphaël Stacchiotti belegte mit 53,96 im Vorlauf Rang 20.
- Julien Henx belegte mit 55,90 im Vorlauf Rang 41.
- Christoph Meier belegte mit 58,08 im Vorlauf Rang 54.

#### 200 m Lagen
Finale am 5. Dezember 2014
| Platz | Land               | Athlet             | Zeit    |
| ----- | ------------------ | ------------------ | ------- |
| 1     | Japan              | Kosuke Hagino      | 1:50,47 |
| 2     | Vereinigte Staaten | Ryan Lochte        | 1:51,31 |
| 3     | Japan              | Daiya Seto         | 1:51,79 |
| 4     | Brasilien          | Henrique Rodrigues | 1:52,63 |
| 5     | Deutschland        | Philip Heintz      | 1:52,81 |
| 6     | Polen              | Marcin Cieślak     | 1:53,91 |
| 7     | Portugal           | Diogo Carvalho     | 1:54,03 |
| 8     | Israel             | Yakov Toumarkin    | 1:54,36 |

- Raphaël Stacchiotti belegte mit 1:56,11 im Vorlauf Rang 15.
- Jérémy Desplanches belegte mit 1:56,31 im Vorlauf Rang 16.
- Jakub Maly belegte mit 1:56,92 im Vorlauf Rang 19.
- Sebastian Steffan belegte mit 1:59,93 im Vorlauf Rang 28.

#### 400 m Lagen
Finale am 4. Dezember 2014
| Platz | Land               | Athlet             | Zeit    |
| ----- | ------------------ | ------------------ | ------- |
| 1     | Japan              | Daiya Seto         | 3:56,33 |
| 2     | Japan              | Kosuke Hagino      | 4:01,17 |
| 3     | Ungarn             | Dávid Verrasztó    | 4:01,82 |
| 4     | Südafrika          | Sebastien Rousseau | 4:02,00 |
| 5     | Vereinigte Staaten | Tyler Clary        | 4:03,44 |
| 6     | Vereinigte Staaten | Michael Weiss      | 4:05,37 |
| 7     | Russland           | Semjon Makowitsch  | 4:07,54 |
| 8     | Israel             | Gal Nevo           | 4:07,99 |

- Jakub Maly belegte mit 4:07,91 im Vorlauf Rang 12.
- Jérémy Desplanches belegte mit 4:09,14 im Vorlauf Rang 17.
- Christoph Meier belegte mit 4:13,92 im Vorlauf Rang 27.

### Staffeln

#### 4 × 50 m Freistil
Finale am 6. Dezember 2014
| Platz | Land                | Athleten                                                                         | Zeit       |
| ----- | ------------------- | -------------------------------------------------------------------------------- | ---------- |
| 1     | Russland            | - Wladimir Morosow - Jewgeni Sedow - Oleg Tichobajew - Sergei Fessikow           | 1:22,60 WR |
| 2     | Vereinigte Staaten  | - Josh Schneider - Tom Shields - Jimmy Feigen - Ryan Lochte                      | 1:23,47    |
| 3     | Italien             | - Luca Dotto - Marco Orsi - Filippo Magnini - Marco Belotti                      | 1:24,56    |
| 4     | Belgien             | - François Heersbrandt - Jasper Aerents - Emmanuel Vanluchene - Glenn Surgeloose | 1:24,72    |
| 5     | Volksrepublik China | - Yu Hexin - Hou Mingda - Shi Yang - Lin Yongqing                                | 1:27,70    |
| 6     | Japan               | - Yuki Kawachi - Reo Sakata - Yuki Kobori - Tsubasa Amai                         | 1:28,45    |
| 7     | Paraguay            | - Charles Hockin - Ben Hockin - Renato Prono - Max Abreu                         | 1:30,54    |
| 8     | Philippinen         | - Jeremy Bryan Lim - Dhill Anderson Lee - Fahad Alkhaldi - Jessie Khing Lacuna   | 1:33,12    |

#### 4 × 100 m Freistil
Finale am 3. Dezember 2014
| Platz | Land               | Athleten                                                                     | Zeit       |
| ----- | ------------------ | ---------------------------------------------------------------------------- | ---------- |
| 1     | Frankreich         | - Clément Mignon - Fabien Gilot - Florent Manaudou - Mehdy Metella           | 3:03,78 CR |
| 2     | Russland           | - Wladimir Morosow - Sergei Fessikow - Danila Isotow - Michail Polischtschuk | 3:04,18    |
| 3     | Vereinigte Staaten | - Jimmy Feigen - Matt Grevers - Ryan Lochte - Tom Shields                    | 3:05,58    |
| 4     | Italien            | - Luca Dotto - Marco Orsi - Luca Leonardi - Filippo Magnini                  | 3:05,79    |
| 5     | Australien         | - Cameron McEvoy - Matthew Abood - Travis Mahoney - Tommaso D’Orsogna        | 3:06,48    |
| 6     | Belgien            | - Jasper Aerents - Pieter Timmers - Emmanuel Vanluchene - Glenn Surgeloose   | 3:07,54    |
| 7     | Japan              | - Katsumi Nakamura - Shinri Shioura - Reo Sakata - Kosuke Hagino             | 3:07,79    |
| 8     | Brasilien          | - Henrique Martins - João de Lucca - Alan Vitória - Gustavo Godoy            | 3:08,31    |

- Deutschland mit Marco di Carli, Markus Deibler, Philip Heintz und Steffen Deibler belegte mit 3:09,89 im Vorlauf Rang 9.

#### 4 × 200 m Freistil
Finale am 4. Dezember 2014
| Platz | Land               | Athleten                                                                            | Zeit    |
| ----- | ------------------ | ----------------------------------------------------------------------------------- | ------- |
| 1     | Vereinigte Staaten | - Conor Dwyer - Ryan Lochte - Matthew McLean - Tyler Clary                          | 6:51,68 |
| 2     | Italien            | - Andrea Mitchell D’Arrigo - Marco Belotti - Nicolangelo Di Fabio - Filippo Magnini | 6:51,80 |
| 3     | Russland           | - Michail Polischtschuk - Danila Isotow - Artjom Lobusow - Wjatscheslaw Andrusenko  | 6:51,96 |
| 4     | Südafrika          | - Myles Brown - Sebastien Rousseau - Chad le Clos - Leith Shankland                 | 6:52,13 |
| 5     | Belgien            | - Louis Croenen - Glenn Surgeloose - Emmanuel Vanluchene - Pieter Timmers           | 6:52,66 |
| 6     | Brasilien          | - João de Lucca - Gustavo Godoy - Fernando Santos - Gabriel Ogawa                   | 6:54,53 |
| 7     | Deutschland        | - Markus Deibler - Florian Vogel - Tim Wallburger - Clemens Rapp                    | 6:57,40 |
| 8     | Dänemark           | - Anders Lie Nielsen - Frans Johannessen - Frederik Siem Pedersen - Daniel Skaaning | 7:00,78 |

- Österreich mit David Brandl, Felix Auböck, Sebastian Steffan und Jakub Maly belegte mit 7:02,70 im Vorlauf Rang 10.

#### 4 × 50 m Lagen
Finale am 4. Dezember 2014
| Platz | Land                   | Athleten                                                                        | Zeit       |
| ----- | ---------------------- | ------------------------------------------------------------------------------- | ---------- |
| 1     | Brasilien              | - Guilherme Guido - Felipe França Silva - Nicholas Santos - César Cielo         | 1:30,51 WR |
| 2     | Frankreich             | - Benjamin Stasiulis - Giacomo Perez-Dortona - Mehdy Metella - Florent Manaudou | 1:31,25    |
| 3     | Vereinigte Staaten     | - Eugene Godsoe - Cody Miller - Tom Shields - Josh Schneider                    | 1:31,83    |
| 4     | Russland               | - Sergei Fessikow - Kirill Prigoda - Alexander Popkow - Wladimir Morosow        | 1:32,15    |
| 5     | Vereinigtes Königreich | - Chris Walker-Hebborn - Adam Peaty - Adam Barrett - Benjamin Proud             | 1:32,30    |
| 6     | Italien                | - Niccolò Bonacchi - Fabio Scozzoli - Matteo Rivolta - Marco Orsi               | 1:32,68    |
| 7     | Litauen                | - Danas Rapšys - Giedrius Titenis - Tadas Duškinas - Mindaugas Sadauskas        | 1:34,35    |
| 8     | Südafrika              | - Ricky Ellis - Giulio Zorzi - Clayton Jimmie - Luke Pendock                    | 1:35,05    |

#### 4 × 100 m Lagen
Finale am 7. Dezember 2014
| Platz | Land                   | Athleten                                                                     | Zeit    |
| ----- | ---------------------- | ---------------------------------------------------------------------------- | ------- |
| 1     | Brasilien              | - Guilherme Guido - Felipe França Silva - Marcos Macedo - César Cielo        | 3:21,14 |
| 2     | Vereinigte Staaten     | - Matt Grevers - Cody Miller - Tom Shields - Ryan Lochte                     | 3:21,49 |
| 3     | Frankreich             | - Florent Manaudou - Giacomo Perez-Dortona - Mehdy Metella - Clément Mignon  | 3:22,26 |
| 4     | Russland               | - Stanislaw Donez - Kirill Prigoda - Jewgeni Korotyschkin - Wladimir Morosow | 3:22,53 |
| 5     | Vereinigtes Königreich | - Chris Walker-Hebborn - Adam Peaty - Adam Barrett - Benjamin Proud          | 3:22,78 |
| 6     | Australien             | - Mitch Larkin - Jake Packard - Tommaso D’Orsogna - Cameron McEvoy           | 3:22,86 |
| 7     | Japan                  | - Ryōsuke Irie - Yasuhiro Koseki - Kosuke Hagino - Shinri Shioura            | 3:22,92 |
| 8     | Deutschland            | - Christian Diener - Marco Koch - Steffen Deibler - Markus Deibler           | 3:23,27 |

- Die Staffel aus der  Schweiz ging trotz Meldung im Vorlauf nicht an den Start.

## Ergebnisse Frauen

### Freistil

#### 50 m Freistil
Finale am 7. Dezember 2014
| Platz | Land               | Athletin                   | Zeit  |
| ----- | ------------------ | -------------------------- | ----- |
| 1     | Niederlande        | Ranomi Kromowidjojo        | 23,32 |
| 2     | Australien         | Bronte Campbell            | 23,62 |
| 3     | Deutschland        | Dorothea Brandt            | 23,77 |
| 4     | Vereinigte Staaten | Madison Kennedy            | 23,86 |
| 5     | Bahamas            | Arianna Vanderpool-Wallace | 23,93 |
| 6     | Niederlande        | Inge Dekker                | 24,02 |
| 7     | Italien            | Erika Ferraioli            | 24,09 |
| 8     | Russland           | Rosalija Nasretdinowa      | 24,19 |

- Birgit Koschischek belegte mit 24,93 im Vorlauf Rang 20.
- Julie Meynen belegte mit 25,37 im Vorlauf Rang 32.

#### 100 m Freistil
Finale am 5. Dezember 2014
| Platz | Land        | Athletin                   | Zeit     |
| ----- | ----------- | -------------------------- | -------- |
| 1     | Niederlande | Femke Heemskerk            | 51,37 CR |
| 2     | Schweden    | Sarah Sjöström             | 51,39    |
| 3     | Niederlande | Ranomi Kromowidjojo        | 51,47    |
| 4     | Australien  | Bronte Campbell            | 51,65    |
| 5     | Schweden    | Michelle Coleman           | 51,92    |
| 6     | Bahamas     | Arianna Vanderpool-Wallace | 52,34    |
| 7     | Japan       | Miki Uchida                | 52,35    |
| 8     | Russland    | Weronika Popowa            | 52,45    |

- Lena Kreundl belegte mit 53,94 im Vorlauf Rang 20.
- Daniela Schreiber belegte mit 54,12 im Vorlauf Rang 23.
- Birgit Koschischek belegte mit 54,26 im Vorlauf Rang 26.
- Julie Meynen belegte mit 54,35 im Vorlauf Rang 28.
- Julia Hassler belegte mit 57,23 im Vorlauf Rang 52.

#### 200 m Freistil
Finale am 7. Dezember 2014
| Platz | Land               | Athletin            | Zeit       |
| ----- | ------------------ | ------------------- | ---------- |
| 1     | Schweden           | Sarah Sjöström      | 1:50,78 WR |
| 2     | Ungarn             | Katinka Hosszú      | 1:51,18    |
| 3     | Niederlande        | Femke Heemskerk     | 1:51,69    |
| 4     | Russland           | Weronika Popowa     | 1:52,84    |
| 5     | Italien            | Federica Pellegrini | 1:54,01    |
| 6     | Frankreich         | Charlotte Bonnet    | 1:54,02    |
| 7     | Vereinigte Staaten | Shannon Vreeland    | 1:54,28    |
| 8     | Ungarn             | Evelyn Verrasztó    | 1:55,07    |

- Marlene Hüther belegte mit 1:57,65 im Vorlauf Rang 25.
- Lisa Zaiser belegte mit 1:57,78 im Vorlauf Rang 27.
- Daniela Schreiber belegte mit 1:57,89 im Vorlauf Rang 29.
- Claudia Hufnagl belegte mit 1:58,97 im Vorlauf Rang 31.
- Danielle Villars belegte mit 1:59,37 im Vorlauf Rang 34.
- Julia Hassler belegte mit 1:59,82 im Vorlauf Rang 36.
- Julie Meynen belegte mit 2:00,50 im Vorlauf Rang 38.
- Monique Olivier belegte mit 2:01,14 im Vorlauf Rang 40.

#### 400 m Freistil
Finale am 5. Dezember 2014
| Platz | Land                   | Athletin              | Zeit       |
| ----- | ---------------------- | --------------------- | ---------- |
| 1     | Spanien                | Mireia Belmonte       | 3:55,76 CR |
| 2     | Niederlande            | Sharon van Rouwendaal | 3:57,76    |
| 3     | Volksrepublik China    | Zhang Yufei           | 3:59,51    |
| 4     | Japan                  | Chihiro Igarashi      | 3:59,59    |
| 5     | Ungarn                 | Boglárka Kapás        | 4:00,27    |
| 6     | Vereinigtes Königreich | Jazmin Carlin         | 4:02,32    |
| 7     | Vereinigte Staaten     | Elizabeth Beisel      | 4:03,83    |
| 8     | Australien             | Leah Neale            | 4:06,45    |

- Sarah Köhler belegte mit 4:03,59 im Vorlauf Rang 11.
- Leonie Antonia Beck belegte mit 4:08,15 im Vorlauf Rang 21.
- Julia Hassler belegte mit 4:08,69 im Vorlauf Rang 22.
- Claudia Hufnagl belegte mit 4:11,07 im Vorlauf Rang 26.
- Monique Olivier belegte mit 4:11,96 im Vorlauf Rang 28.

#### 800 m Freistil
Finale am 4. Dezember 2014
| Platz | Land                   | Athletin              | Zeit       |
| ----- | ---------------------- | --------------------- | ---------- |
| 1     | Spanien                | Mireia Belmonte       | 8:03,41 CR |
| 2     | Vereinigtes Königreich | Jazmin Carlin         | 8:08,16    |
| 3     | Niederlande            | Sharon van Rouwendaal | 8:08,17    |
| 4     | Ungarn                 | Boglárka Kapás        | 8:16,32    |
| 5     | Deutschland            | Sarah Köhler          | 8:17,08    |
| 6     | Spanien                | María Vilas Vidal     | 8:18,82    |
| 7     | Vereinigte Staaten     | Lindsay Vrooman       | 8:19,36    |
| 8     | Vereinigtes Königreich | Hannah Miley          | 8:20,09    |
| …     |                        |                       |            |
| 14    | Liechtenstein          | Julia Hassler         | 8:25,85    |
| 20    | Deutschland            | Leonie Antonia Beck   | 8:31,96    |
| 22    | Luxemburg              | Monique Olivier       | 8:35,09    |

Der Wettbewerb fand nicht in Vor- und Finalläufen statt, sondern die Teilnehmerinnen wurden nach ihren Meldezeiten auf einen „schnellen“ und drei „langsamere“ Läufe aufgeteilt. Auf Grundlage der Resultate aller vier Läufe wurde die Endreihenfolge ermittelt.

### Schmetterling

#### 50 m Schmetterling
Finale am 5. Dezember 2014
| Platz | Land                | Athletin             | Zeit     |
| ----- | ------------------- | -------------------- | -------- |
| 1     | Schweden            | Sarah Sjöström       | 24,58 CR |
| 2     | Dänemark            | Jeanette Ottesen     | 24,71    |
| 3     | Niederlande         | Inge Dekker          | 24,73    |
| 4     | Volksrepublik China | Lu Ying              | 25,21    |
| 5     | Italien             | Silvia Di Pietro     | 25,38    |
| 6     | Polen               | Aleksandra Urbańczyk | 25,65    |
| 7     | Frankreich          | Mélanie Henique      | 25,75    |
| 8     | Brasilien           | Daynara de Paula     | 25,94    |

- Danielle Villars belegte mit 27,37 im Vorlauf Rang 29.

#### 100 m Schmetterling
Finale am 7. Dezember 2014
| Platz | Land                | Athletin         | Zeit     |
| ----- | ------------------- | ---------------- | -------- |
| 1     | Schweden            | Sarah Sjöström   | 54,61 WR |
| 2     | Volksrepublik China | Lu Ying          | 55,25    |
| 3     | Dänemark            | Jeanette Ottesen | 55,32    |
| 4     | Niederlande         | Inge Dekker      | 56,40    |
| 5     | Volksrepublik China | Chen Xinyi       | 56,49    |
| 6     | Italien             | Ilaria Bianchi   | 56,67    |
| 7     | Belgien             | Kimberly Buys    | 56,82    |
| 8     | Brasilien           | Daiene Dias      | 57,26    |

- Danielle Villars belegte mit 59,24 im Halbfinale Rang 16.
- Franziska Hentke belegte mit 58,58 im Vorlauf Rang 22.
- Birgit Koschischek belegte mit 59,62 im Vorlauf Rang 30.
- Lena Kreundl belegte mit 59,70 im Vorlauf Rang 31.
- Martina van Berkel belegte mit 1:00,32 im Vorlauf Rang 33.

#### 200 m Schmetterling
Finale am 3. Dezember 2014
| Platz | Land                | Athletin          | Zeit       |
| ----- | ------------------- | ----------------- | ---------- |
| 1     | Spanien             | Mireia Belmonte   | 1:59,61 WR |
| 2     | Ungarn              | Katinka Hosszú    | 2:01,12    |
| 3     | Deutschland         | Franziska Hentke  | 2:03,89    |
| 4     | Volksrepublik China | Zhang Yufei       | 2:04,91    |
| 5     | Italien             | Alessia Polieri   | 2:05,52    |
| 6     | Vereinigte Staaten  | Cammile Adams     | 2:06,35    |
| 7     | Australien          | Brianna Throssell | 2:06,40    |
| 8     | Japan               | Miyu Nakano       | 2:06,45    |

- Danielle Villars belegte mit 2:07,91 im Vorlauf Rang 15.
- Martina van Berkel belegte mit 2:08,39 im Vorlauf Rang 17.
- Claudia Hufnagl belegte mit 2:11,97 im Vorlauf Rang 22.
- Julia Hassler belegte mit 2:12,90 im Vorlauf Rang 25.

### Rücken

#### 50 m Rücken
Finale am 7. Dezember 2014
| Platz | Land                   | Athletin             | Zeit     |
| ----- | ---------------------- | -------------------- | -------- |
| 1     | Brasilien              | Etiene Medeiros      | 25,67 WR |
| 2     | Australien             | Emily Seebohm        | 25,83    |
| 3     | Ungarn                 | Katinka Hosszú       | 25,96    |
| 4     | Ukraine                | Daryna Sewina        | 25,99    |
| 5     | Vereinigte Staaten     | Felicia Lee          | 26,16    |
| 6     | Polen                  | Aleksandra Urbańczyk | 26,37    |
| 7     | Vereinigtes Königreich | Georgia Davies       | 26,38    |
|       | Tschechien             | Simona Baumrtová     | 26,38    |

#### 100 m Rücken
Finale am 4. Dezember 2014
| Platz | Land                   | Athletin               | Zeit     |
| ----- | ---------------------- | ---------------------- | -------- |
| 1     | Ungarn                 | Katinka Hosszú         | 55,03 WR |
| 2     | Australien             | Emily Seebohm          | 55,31    |
| 3     | Ukraine                | Daryna Sewina          | 55,54    |
| 4     | Australien             | Madison Wilson         | 56,37    |
| 5     | Dänemark               | Mie Østergaard Nielsen | 56,62    |
| 6     | Vereinigte Staaten     | Kathleen Baker         | 57,07    |
| 7     | Brasilien              | Etiene Medeiros        | 57,72    |
| 8     | Vereinigtes Königreich | Georgia Davies         | 57,77    |

- Jenny Mensing belegte mit 59,77 im Vorlauf Rang 34.
- Jördis Steinegger belegte mit 1:00,04 im Vorlauf Rang 36.

#### 200 m Rücken
Finale am 5. Dezember 2014
| Platz | Land               | Athletin         | Zeit       |
| ----- | ------------------ | ---------------- | ---------- |
| 1     | Ungarn             | Katinka Hosszú   | 1:59,23 WR |
| 2     | Australien         | Emily Seebohm    | 2:00,13    |
| 3     | Japan              | Sayaka Akase     | 2:02,30    |
| 4     | Ukraine            | Daryna Sewina    | 2:02,44    |
| 5     | Australien         | Madison Wilson   | 2:02,67    |
| 6     | Kanada             | Hilary Caldwell  | 2:03,06    |
| 7     | Vereinigte Staaten | Elizabeth Beisel | 2:04,22    |
| 8     | Tschechien         | Simona Baumrtová | 2:04,24    |

- Jenny Mensing belegte mit 2:05,47 im Vorlauf Rang 14.
- Jördis Steinegger belegte mit 2:07,54 im Vorlauf Rang 20.
- Martina van Berkel belegte mit 2:09,26 im Vorlauf Rang 26.
- Dörte Baumert ging trotz Meldung nicht an den Start.

### Brust

#### 50 m Brust
Finale am 4. Dezember 2014
| Platz | Land               | Athletin            | Zeit  |
| ----- | ------------------ | ------------------- | ----- |
| 1     | Litauen            | Rūta Meilutytė      | 28,84 |
| 2     | Jamaika            | Alia Atkinson       | 28,91 |
| 3     | Niederlande        | Moniek Nijhuis      | 29,64 |
| 4     | Australien         | Leiston Pickett     | 29,83 |
| 5     | Schweden           | Jennie Johansson    | 29,99 |
| 6     | Vereinigte Staaten | Emma Reaney         | 30,05 |
| 7     | Australien         | Sally Hunter        | 30,22 |
| 8     | Russland           | Walentina Artemjewa | 30,37 |

- Lisa Zaiser belegte mit 31,00 im Vorlauf Rang 25.
- Birgit Koschischek belegte mit 31,18 im Vorlauf Rang 28.

#### 100 m Brust
Finale am 6. Dezember 2014
| Platz | Land                | Athletin              | Zeit            |
| ----- | ------------------- | --------------------- | --------------- |
| 1     | Jamaika             | Alia Atkinson         | 1:02,36 =WR, CR |
| 2     | Litauen             | Rūta Meilutytė        | 1:02,46         |
| 3     | Niederlande         | Moniek Nijhuis        | 1:04,03         |
| 4     | Volksrepublik China | Shi Jinglin           | 1:04,52         |
| 5     | Australien          | Sally Hunter          | 1:04,82         |
| 6     | Dänemark            | Rikke Møller Pedersen | 1:04,84         |
| 7     | Schweden            | Jennie Johansson      | 1:05,08         |
| 8     | Belgien             | Fanny Lecluyse        | 1:05,58         |

- Vanessa Grimberg belegte mit 1:06,14 im Vorlauf Rang 19.
- Lisa Zaiser belegte mit 1:07,97 im Vorlauf Rang 33.

#### 200 m Brust
Finale am 7. Dezember 2014
| Platz | Land                | Athletin              | Zeit    |
| ----- | ------------------- | --------------------- | ------- |
| 1     | Japan               | Kanako Watanabe       | 2:16,92 |
| 2     | Japan               | Rie Kaneto            | 2:17,43 |
| 3     | Dänemark            | Rikke Møller Pedersen | 2:17,83 |
| 4     | Kanada              | Kierra Smith          | 2:18,30 |
| 5     | Volksrepublik China | Shi Jinglin           | 2:18,64 |
| 6     | Russland            | Marija Astaschkina    | 2:18,95 |
| 7     | Kanada              | Martha McCabe         | 2:19,17 |
| 8     | Russland            | Witalina Simonowa     | 2:19,65 |

- Vanessa Grimberg belegte mit 2:22,78 im Vorlauf Rang 18.

### Lagen

#### 100 m Lagen
Finale am 5. Dezember 2014
| Platz | Land                   | Athletin               | Zeit     |
| ----- | ---------------------- | ---------------------- | -------- |
| 1     | Ungarn                 | Katinka Hosszú         | 56,70 WR |
| 2     | Vereinigtes Königreich | Siobhan-Marie O’Connor | 57,83    |
| 3     | Australien             | Emily Seebohm          | 58,19    |
| 4     | Jamaika                | Alia Atkinson          | 58,58    |
| 5     | Litauen                | Rūta Meilutytė         | 58,73    |
| 6     | Vereinigte Staaten     | Melanie Margalis       | 58,86    |
| 7     | Israel                 | Amit Ivry              | 59,17    |
| 8     | Ungarn                 | Evelyn Verrasztó       | 59,31    |

- Lisa Zaiser belegte mit 59,76 im Halbfinale Rang 10.
- Lena Kreundl belegte mit 1:00,05 im Halbfinale Rang 11.
- Julie Meynen belegte mit 1:03,76 im Vorlauf Rang 34.

#### 200 m Lagen
Finale am 6. Dezember 2014
| Platz | Land                   | Athletin               | Zeit       |
| ----- | ---------------------- | ---------------------- | ---------- |
| 1     | Ungarn                 | Katinka Hosszú         | 2:01,86 WR |
| 2     | Vereinigtes Königreich | Siobhan-Marie O’Connor | 2:05,87    |
| 3     | Vereinigte Staaten     | Melanie Margalis       | 2:06,68    |
| 4     | Vereinigtes Königreich | Hannah Miley           | 2:06,84    |
| 5     | Vereinigte Staaten     | Caitlin Leverenz       | 2:06,90    |
| 6     | Ungarn                 | Evelyn Verrasztó       | 2:07,05    |
| 7     | Japan                  | Sakiko Shimizu         | 2:08,65    |
| 8     | Australien             | Ellen Fullerton        | 2:09,62    |

- Lisa Zaiser belegte mit 2:09,03 im Vorlauf Rang 11.

#### 400 m Lagen
Finale am 3. Dezember 2014
| Platz | Land                   | Athletin         | Zeit       |
| ----- | ---------------------- | ---------------- | ---------- |
| 1     | Spanien                | Mireia Belmonte  | 4:19,86 WR |
| 2     | Ungarn                 | Katinka Hosszú   | 4:22,94    |
| 3     | Vereinigtes Königreich | Hannah Miley     | 4:24,74    |
| 4     | Vereinigte Staaten     | Elizabeth Beisel | 4:25,56    |
| 5     | Japan                  | Miho Takahashi   | 4:27,61    |
| 6     | Vereinigte Staaten     | Caitlin Leverenz | 4:28,74    |
| 7     | Tschechien             | Barbora Závadová | 4:30,95    |
| 8     | Japan                  | Sakiko Shimizu   | 4:32,92    |

### Staffeln

#### 4 × 50 m Freistil
Finale am 7. Dezember 2014
| Platz | Land                | Athletinnen                                                                         | Zeit       |
| ----- | ------------------- | ----------------------------------------------------------------------------------- | ---------- |
| 1     | Niederlande         | - Inge Dekker - Femke Heemskerk - Maud van der Meer - Ranomi Kromowidjojo           | 1:34,24 WR |
| 2     | Vereinigte Staaten  | - Madison Kennedy - Abbey Weitzeil - Natalie Coughlin - Amy Bilquist                | 1:34,61    |
| 3     | Dänemark            | - Jeanette Ottesen - Julie Larsen Levisen - Mie Østergaard Nielsen - Pernille Blume | 1:35,48    |
| 4     | Italien             | - Silvia Di Pietro - Erika Ferraioli - Aglaia Pezzato - Giada Galizi                | 1:35,78    |
| 5     | Frankreich          | - Anna Santamans - Mélanie Henique - Mathilde Cini - Charlotte Bonnet               | 1:36,32    |
| 6     | Volksrepublik China | - Qiu Yuhan - Tang Yi - Shen Duo - Liu Xiang                                        | 1:38,58    |
| 7     | Japan               | - Miki Uchida - Yayoi Matsumoto - Tomomi Aoki - Rino Hosoda                         | 1:38,76    |
| 8     | Brasilien           | - Daiane Oliveira - Larissa Oliveira - Alessandra Marchioro - Daynara de Paula      | 1:38,78    |

#### 4 × 100 m Freistil
Finale am 5. Dezember 2014
| Platz | Land                | Athletinnen                                                                         | Zeit       |
| ----- | ------------------- | ----------------------------------------------------------------------------------- | ---------- |
| 1     | Niederlande         | - Inge Dekker - Femke Heemskerk - Maud van der Meer - Ranomi Kromowidjojo           | 3:26,53 WR |
| 2     | Vereinigte Staaten  | - Natalie Coughlin - Abbey Weitzeil - Madison Kennedy - Shannon Vreeland            | 3:27,70    |
| 3     | Italien             | - Erika Ferraioli - Silvia Di Pietro - Aglaia Pezzato - Federica Pellegrini         | 3:29,48    |
| 4     | Dänemark            | - Jeanette Ottesen - Julie Larsen Levisen - Mie Østergaard Nielsen - Pernille Blume | 3:29,86    |
| 5     | Volksrepublik China | - Qiu Yuhan - Tang Yi - Shen Duo - Zhang Yufei                                      | 3:31,78    |
| 6     | Japan               | - Miki Uchida - Yayoi Matsumoto - Tomomi Aoki - Rino Hosoda                         | 3:32,31    |
| 7     | Brasilien           | - Larissa Oliveira - Daynara de Paula - Daiane Oliveira - Alessandra Marchioro      | 3:33,93    |
| 8     | Deutschland         | - Anna Dietterle - Annika Bruhn - Marlene Hüther - Daniela Schreiber                | 3:34,71    |

- Österreich mit Lena Kreundl, Birgit Koschischek, Lisa Zaiser und Jördis Steinegger belegte mit 3:36,86 im Vorlauf Rang 9.

#### 4 × 200 m Freistil
Finale am 3. Dezember 2014
| Platz | Land                | Athletinnen                                                                    | Zeit       |
| ----- | ------------------- | ------------------------------------------------------------------------------ | ---------- |
| 1     | Niederlande         | - Inge Dekker - Femke Heemskerk - Ranomi Kromowidjojo - Sharon van Rouwendaal  | 7:32,85 WR |
| 2     | Volksrepublik China | - Qiu Yuhan - Cao Yue - Guo Junjun - Shen Duo                                  | 7:37,02    |
| 3     | Australien          | - Leah Neale - Madison Wilson - Brianna Throssell - Kylie Palmer               | 7:38,59    |
| 4     | Ungarn              | - Evelyn Verrasztó - Zsuzsanna Jakabos - Boglárka Kapás - Katinka Hosszú       | 7:39,21    |
| 5     | Vereinigte Staaten  | - Shannon Vreeland - Kathleen Baker - Katie Drabot - Elizabeth Beisel          | 7:39,48    |
| 6     | Japan               | - Miki Uchida - Chihiro Igarashi - Tomomi Aoki - Yayoi Matsumoto               | 7:42,65    |
| 7     | Schweden            | - Michelle Coleman - Louise Hansson - Ida Marko-Varga - Sarah Sjöström         | 7:43,44    |
| 8     | Russland            | - Weronika Popowa - Arina Opjonyschewa - Jelena Sokolowa - Wiktorija Andrejewa | 7:44,04    |

- Deutschland mit Daniela Schreiber, Marlene Hüther, Annika Bruhn und Silke Lippok belegte mit 7:48,85 im Vorlauf Rang 10.
- Österreich mit Lisa Zaiser, Jördis Steinegger, Lena Kreundl und Claudia Hufnagl belegte mit 7:54,70 im Vorlauf Rang 11.

#### 4 × 50 m Lagen
Finale am 5. Dezember 2014
| Platz | Land                | Athletinnen                                                                          | Zeit       |
| ----- | ------------------- | ------------------------------------------------------------------------------------ | ---------- |
| 1     | Dänemark            | - Mie Østergaard Nielsen - Rikke Møller Pedersen - Jeanette Ottesen - Pernille Blume | 1:44,04 WR |
| 2     | Vereinigte Staaten  | - Felicia Lee - Emma Reaney - Claire Donahue - Natalie Coughlin                      | 1:44,92    |
| 3     | Frankreich          | - Mathilde Cini - Charlotte Bonnet - Mélanie Henique - Anna Santamans                | 1:45,89    |
| 4     | Volksrepublik China | - Qiu Yuhan - Suo Ran - Lu Ying - Liu Xiang                                          | 1:46,15    |
| 5     | Italien             | - Elena Di Liddo - Arianna Castiglioni - Ilaria Bianchi - Erika Ferraioli            | 1:46,47    |
|       | Brasilien           | - Etiene Medeiros - Ana Carla Carvalho - Daynara de Paula - Larissa Oliveira         | 1:46,47    |
| 7     | Russland            | - Darja Ustinowa - Walentina Artemjewa - Swetlana Tschimrowa - Rosalija Nasretdinowa | 1:46,50    |
| 8     | Japan               | - Shiho Sakai - Satomi Suzuki - Rino Hosoda - Yayoi Matsumoto                        | 1:46,72    |

#### 4 × 100 m Lagen
Finale am 7. Dezember 2014
| Platz | Land        | Athletinnen                                                                          | Zeit    |
| ----- | ----------- | ------------------------------------------------------------------------------------ | ------- |
| 1     | Dänemark    | - Mie Østergaard Nielsen - Rikke Møller Pedersen - Jeanette Ottesen - Pernille Blume | 3:48,86 |
| 2     | Australien  | - Madison Wilson - Sally Hunter - Emily Seebohm - Bronte Campbell                    | 3:50,31 |
| 3     | Japan       | - Sayaka Akase - Kanako Watanabe - Rino Hosoda - Miki Uchida                         | 3:50,50 |
| 4     | Schweden    | - Michelle Coleman - Jennie Johansson - Sarah Sjöström - Louise Hansson              | 3:51,64 |
| 5     | Russland    | - Darja Ustinowa - Marija Astaschkina - Swetlana Tschimrowa - Weronika Popowa        | 3:53,68 |
| 6     | Finnland    | - Mimosa Jallow - Jenna Laukkanen - Emilia Pikkarainen - Hanna-Maria Seppälä         | 3:54,81 |
| 7     | Italien     | - Arianna Barbieri - Arianna Castiglioni - Ilaria Bianchi - Erika Ferraioli          | 3:55,15 |
| 8     | Deutschland | - Jenny Mensing - Vanessa Grimberg - Franziska Hentke - Annika Bruhn                 | 3:55,29 |

## Ergebnisse Mixed-Staffeln

### 4 × 50 m Freistil
Finale am 6. Dezember 2014
| Platz | Land               | Athleten                                                                                         | Zeit       |
| ----- | ------------------ | ------------------------------------------------------------------------------------------------ | ---------- |
| 1     | Vereinigte Staaten | - Josh Schneider (M) - Matt Grevers (M) - Madison Kennedy (W) - Abbey Weitzeil (W)               | 1:28,57 WR |
| 2     | Russland           | - Jewgeni Sedow (M) - Wladimir Morosow (M) - Weronika Popowa (W) - Rosalija Nasretdinowa (W)     | 1:29,13    |
| 3     | Brasilien          | - César Cielo (M) - João de Lucca (M) - Etiene Medeiros (W) - Larissa Oliveira (W)               | 1:29,17    |
| 4     | Italien            | - Luca Dotto (M) - Marco Orsi (M) - Silvia Di Pietro (W) - Erika Ferraioli (W)                   | 1:29,22    |
| 5     | Deutschland        | - Steffen Deibler (M) - Marco di Carli (M) - Dorothea Brandt (W) - Daniela Schreiber (W)         | 1:30,55    |
| 6     | Ukraine            | - Bohdan Plawin (M) - Daryna Sewina (W) - Hanna Dserkal (W) - Andrij Howorow (M)                 | 1:31,51    |
| 7     | Südafrika          | - Luke Pendock (M) - Clayton Jimmie (M) - Lehesta Kemp (W) - Trudi Maree (W)                     | 1:33,19    |
| 8     | Norwegen           | - Lavrans Solli (M) - Sindri Jakobsson (M) - Cecilie Waage Johannessen (W) - Susann Bjørnsen (W) | 1:33,88    |

### 4 × 50 m Lagen
Finale am 4. Dezember 2014
| Platz | Land                   | Athleten                                                                                         | Zeit    |
| ----- | ---------------------- | ------------------------------------------------------------------------------------------------ | ------- |
| 1     | Brasilien              | - Etiene Medeiros (W) - Felipe França Silva (M) - Nicholas Santos (M) - Larissa Oliveira (W)     | 1:37,26 |
| 2     | Vereinigtes Königreich | - Chris Walker-Hebborn (M) - Adam Peaty (M) - Siobhan-Marie O’Connor (W) - Francesca Halsall (W) | 1:37,46 |
| 3     | Italien                | - Niccolò Bonacchi (M) - Fabio Scozzoli (M) - Silvia Di Pietro (W) - Erika Ferraioli (W)         | 1:37,90 |
| 4     | Vereinigte Staaten     | - Matt Grevers (M) - Cody Miller (M) - Felicia Lee (W) - Abbey Weitzeil (W)                      | 1:38,16 |
| 5     | Russland               | - Sergei Fessikow (M) - Sergei Geibel (M) - Anastassija Ljasewa (W) - Rosalija Nasretdinowa (W)  | 1:38,39 |
| 6     | Volksrepublik China    | - Sun Xiaolei (M) - Suo Ran (W) - Lu Ying (W) - Ning Zetao (M)                                   | 1:39,17 |
| 7     | Deutschland            | - Christian Diener (M) - Dorothea Brandt (W) - Steffen Deibler (M) - Daniela Schreiber (W)       | 1:39,47 |
| 8     | Ukraine                | - Daryna Sewina (W) - Andrij Kowalenko (M) - Andrij Howorow (M) - Hanna Dserkal (W)              | 1:39,48 |